# 최대 전력점 추적
최대 전력점 추적 (Maximum Power Point Tracking,MPPT)은 태양광 발전 인버터에 사용되는 기법으로, 광전지 배열로부터 가능한 최대 전력을 얻기 위한 것이다.
태양광 전지는 태양 복사, 온도, 전체 저항과 복잡한 관계를 가지고 있어 I-V 곡선이라고 부르는 비선형 출력 효율 특성을 가진다.
MPPT 시스템의 목적은 전지의 산출을 측정하고 저항(부하)을 적용하여 어떠한 환경 조건 아래에서도 최대 전력을 얻는 것이다.

- Solar inverter는 Solar Cell에서 나온 DC 전력을 AC 전력으로 바꿀때, MPPT Process를 이용한다
- 즉 Solar inverter는 output power 즉 I-V (전류 전압 그래프)를 통해서 Solar Cell에서 나오는 전력을 예측하여 최적의 부하( 저항값) 을 인가하여 DC 전력을 받아서, AC 전력으로 변환할 수 있는 값을 얻어 낸다.
- MPP는 MPP 전압과 MPP 전류로 구성되며, MPP 전압과 전류는 각각 Solar Panel 이 최대한 만들어 낼수 있는 전력으로 환산되므로, 큰 수치를 갖으면 큰 전력을 만들어 낸다.